# Wysoccan
Wysoccan é uma substância alucinógena utilizada pelos povos algonquinos em ritos de passagem, capaz de provocar distúrbios mentais e perda de memória.